# Hebburn
Hebburn est une petite ville située sur la rive sud du fleuve Tyne dans le nord-est de l'Angleterre, prise en sandwich entre les villes de Jarrow et Gateshead. La population de Hebburn était de 18 808 habitants en 2001, passant à 16 492 au recensement de 2011 pour les 2 quartiers d'Hebburn (Nord et Sud),.

## Historique

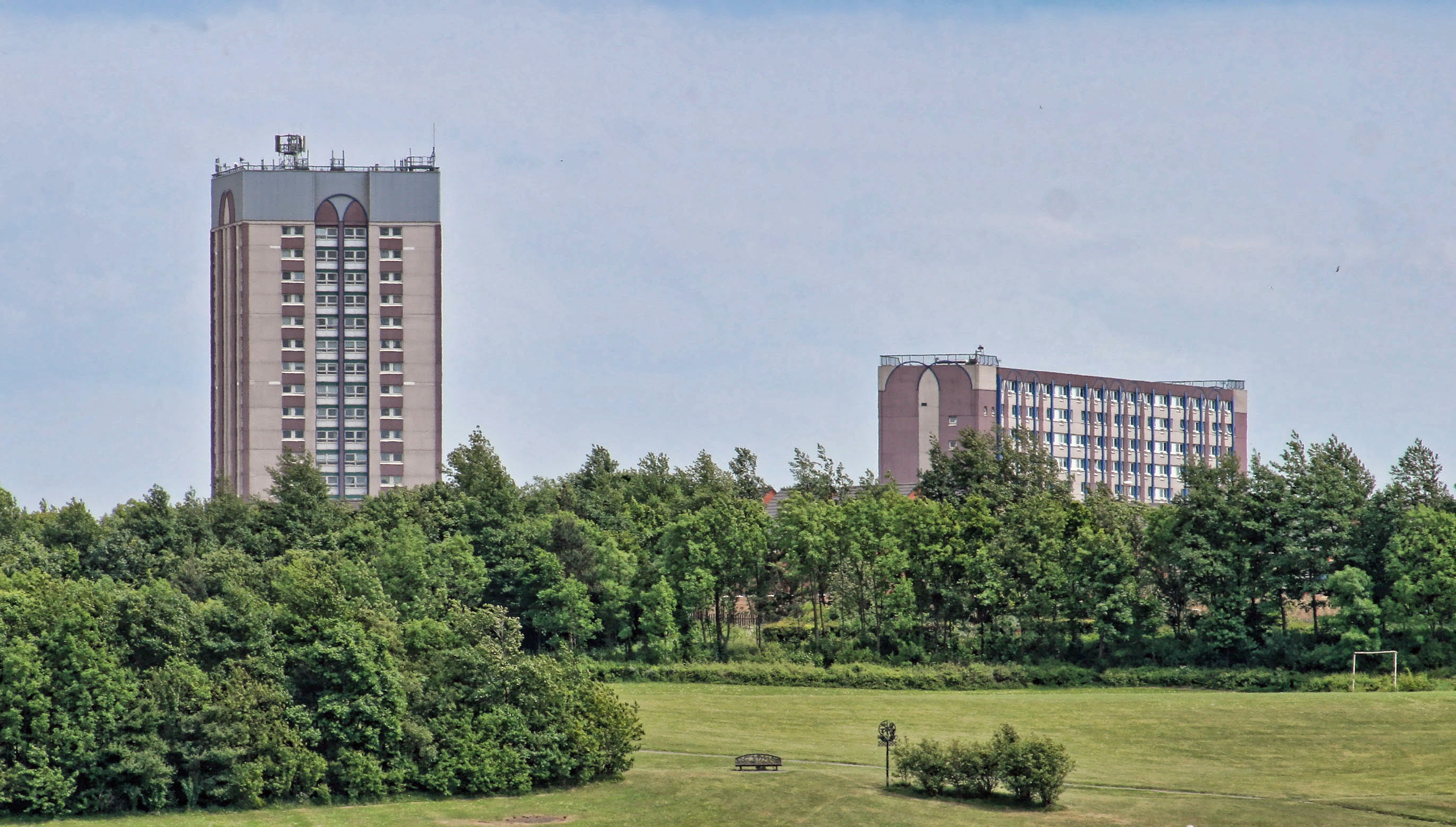
Hebburn en 2011.

Historiquement partie du comté de Durham, on pense que le nom Hebburn peut être dérivé des termes anglais ancien, heah signifiant « haut », et byrgen signifiant « monticule funéraire », bien qu'il puisse également signifier le haut lieu à côté de l'eau. Le premier enregistrement de Hebburn mentionne une colonie de cabanes de pêcheurs datant du 8e siècle, qui furent brûlées par les Vikings.
La légende locale prétend que, jusqu'à récemment, un snekkar préservé était situé sur la rive sud de la Tyne à Hebburn. L'objet, visible à marée basse, était cependant les restes d'une vieille allège en bois. Un véritable snekkar aurait probablement été récupéré par une société historique, ou aurait fait l'objet d'une ordonnance de protection.
Au 14e siècle, le paysage était dominé par une tour de garde. Un mur de 137 cm (4 pieds, 6 pouces), dont une partie subsiste encore à l'église St. John's, peut être visible. La seigneurie du Manoir de Hebburn passa entre les mains d'un certain nombre de familles au Moyen Âge, dont les Hodgson.
Le charbon est extrait à Hebburn dès le 17e siècle. La mine ouvre ses portes en 1792 en exploitant trois fosses avant de fermer en 1932. 200 mineurs ont été tués lors de l'exploitation de la mine. Le plus jeune avait 10 ans. La mine de charbon d'Hebburn a joué un rôle important dans les enquêtes sur le développement de la sécurité minière, à la suite de la catastrophe minière survenue à la mine de charbon Felling en 1812.
En 1936, Monkton Coke Works (en) a été construit par le gouvernement, en réponse à la Jarrow Hunger March en 1932. L'usine a fermé ses portes en 1990 et a été démolie en 1992.
Hebburn a également été une ville de construction navale de guerre de la Royal Navy au chantier de la Hawthorn Leslie and Company. Le navire le plus connu construit sur le chantier naval fut le HMS Kelly, lancé en 1938 et commandé par Lord Louis Mountbatten. Lors de son naufrage en mai 1941, cent trente hommes furent tués. Un monument commémoratif fut érigé par des membres survivants de l'équipage et des ouvriers de la société au cimetière d'Hebburn.
L'ancienne station d'essai britannique de court-circuit de Victoria Road West, appartenant à A. Reyrolle & Company (en), a servi de toile de fond à la vidéo « Metal » de Gary Numan. L'installation a été démolie en 2011.
Hebburn Town F.C. (en), formé en 1912, et Hebburn Reyrolle F.C. sont les équipes non-ligue locales de football. Hebburn Argyle (en), qui existait au début des années 1900, a été reformé il y a plusieurs années en tant que club de jeunes.
L'athlétisme est également enseigné au Monkton Stadium, domicile du Jarrow and Hebburn Athletic Club, où notamment Brendan Foster, Steve Cram et David Sharpe sont parmi les anciens coureurs.
Les réserves du 4e régiment de parachutistes ont leur base à Hebburn. Les cadets de l'Air ont une unité située au Hebburn TA Centre.
Hebburn possède un centre d'écologie alimenté par des éoliennes. Il s'agit de l'emplacement d'un chantier naval, exploité par A&P Group (en).
En 2012, la BBC a diffusé une série télévisée Hebburn tournée dans la ville. Il a été créé et co-écrit par Jason Cook, qui a grandi à Hebburn. Le premier épisode a été diffusé le 18 octobre 2012,.
Hebburn a deux écoles secondaires St Joseph's Catholic Academy (en) (anciennement St Joseph's Comprehensive School) et Hebburn Comprehensive School (en).
Il a une station sur le métro Tyne and Wear portant le nom de la ville.

## Citoyens notables
- George Armstrong: joueur de Football avec Arsenal F. C.[15],[16]
- Chris Basham: joueur de Football avec Blackpool F. C. et Bolton Wanderers F. C
- Dominic Bruce (en) OBE MC AFM KSG MA RAF : connu sous le nom de "Medium Sized Man", évadé du château de Colditz
- Jason Cook: comédien, écrivain de la sitcom de la BBC Hebburn
- Jack English: joueur de Football
- Carl Finnigan (en): joueur de Football avec St Johnstone F. C, Falkirk F. C. et Newcastle United F. C
- Brendan Foster: sportif et commentateur sportif
- Arthur Holmes: géologue
- Andrew Leslie: constructeur naval[17]
- Wilfred Milne (en): joueur de Football
- Sir Fergus Montgomery (en): Député conservateur et Secrétaire parlementaire privé de Margaret Thatcher
- Ray Wood: joueur de Football avec Manchester United F. C.
- Robert Saint (en): compositeur connu pour sa composition musicale “Gresford”, aussi connu comme “The Miners Hymn”
- Josef Craig (en): nageur paralympique ayant remporté l'Or aux Jeux Paralympiques de 2012
- Chris Rigg : Jouer de football évoluant avec Sunderland